# Östervakern
Östervakern är en sjö i Vansbro kommun i Dalarna och ingår i Dalälvens huvudavrinningsområde. Sjön har en area på 1,78 kvadratkilometer och ligger 309,1 meter över havet. Sjön avvattnas av vattendraget Vakran.

## Delavrinningsområde
Östervakern ingår i det delavrinningsområde (669641-140842) som SMHI kallar för Utloppet av Östervakern. Medelhöjden är 368 meter över havet och ytan är 14,23 kvadratkilometer. Räknas de 5 avrinningsområdena uppströms in blir den ackumulerade arean 51,27 kvadratkilometer. Vakran som avvattnar avrinningsområdet har biflödesordning 3, vilket innebär att vattnet flödar genom totalt 3 vattendrag innan det når havet efter 337 kilometer. Avrinningsområdet består mestadels av skog (76 procent). Avrinningsområdet har 1,77 kvadratkilometer vattenytor vilket ger det en sjöprocent på 12,4 procent.